# Jernovka
Jernovka (en rus: Жерновка) és un poble de l'óblast de Saràtov, a Rússia, segons el cens del 2010 tenia 225 habitants. Pertany al districte municipal de Petrovsk.